# Kaya Alp
 (novembre 2019).
Kaya Alp (Turc ottoman : قایا الپ, litt.« Rocher Brave ») , né vers 1140 et mort vers 1214 à Erzurum. Il est l'arrière grand-père d'Osman Ier, le fondateur de l'Empire ottoman.

## Biographie

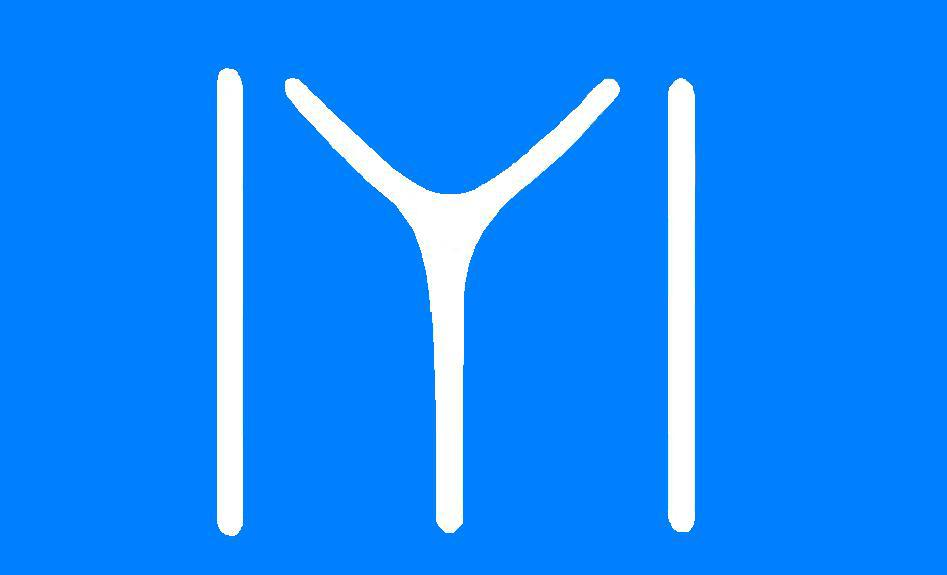
Emblème des Kayi de Kaya Alp.

Kaya Alp est le fils de Kızıl Buğa, ou Basok, et le père de Suleiman Chah, qui est à son tour le grand-père d'Osman Gazi, le fondateur de l'Empire ottoman.
Nokor (commandant militaire) de l'ulus (peuple-état) seldjoukide nommée Kayı, il a vécu entre le XIIe et le début du XIIIe siècle, puis a régné en tant que « bey » de 1200 jusqu'à sa mort en 1214 où son fils Suleiman Chah lui succéda.